# Рене Поульсен
Рене Поульсен  (дан. René Poulsen, 28 листопада 1988) — данський веслувальник-байдарочник, олімпійський медаліст.

## Виступи на Олімпіадах
| Олімпіада           | Дисципліна                     | Місце |
| ------------------- | ------------------------------ | ----- |
| Пекін 2008          | байдарки-двійки, 500 метрів    | 5     |
| Пекін 2008          | байдарки-двійки, 1000 метрів   | 2     |
| Лондон 2012         | байдарки-одиночки, 1000 метрів | 4     |
| Лондон 2012         | байдарки-четвірки, 1000 метрів | 5     |
| Ріо-де-Жанейро 2016 | байдарки-одиночки, 1000 метрів | 6     |
| Париж 2024          | байдарки-одиночки, 1000 метрів | 16    |

## Зовнішні посилання
- Рене Поульсен на сайті International Canoe Federation (англійська)
- Рене Поульсен на сайті Olympics.com (англійська)
- Рене Поульсен на сайті Olympedia (англійська)